# Îles Nastapoka
Pour les articles homonymes, voir Nastapoka.
Les îles Nastapoka sont un archipel de la baie d'Hudson, au Canada.

## Géographie
En matière géomorphologique, les îles de cet archipel côtier sont des cuestas.
Elles doivent leur nom à l'arc Nastapoka, au centre duquel elles sont situées.

### Liste des îles
Parmi les principales îles, on retrouve, du nord au sud :
- Île McTavish
- Île Broughton
- Île Nicholson
- Île Davieau
- Île Christie
- Île Mowat
- Île Gordon
- Île Miller
- Île Taylor
- Île Gillies
- Île Curran
- Île Armstrong
- Île Clarke
- Île Luttit
- Île Anderson
- Île Ross
- Île Bélanger
- Île Flint

### Webographie
- Ressource relative à la géographie :   - Base de données toponymiques du Canada